# Thamnaconus modestus
Thamnaconus modestus (лат.) — вид лучепёрых рыб из семейства курковых (Monacanthidae).
Тело продолговатое, эллиптической формы, покрыто множеством мелких шероховатых чешуек. Голова высокая, рот маленький. У них по 2 ряда зубов, 6 резцевидных зубов в наружном ряду и 4 зуба во внутреннем. Спинных плавников 2: первый имеет форму колючки, находящейся над задним краем глаза; второй спинной плавник из 36—38 мягких лучей. В анальном плавнике 34—36 лучей. Передняя треть обоих этих плавников очень высокая. Колючки обоих брюшных плавников слиты вместе. У молодых особей слившаяся колючка на брюхе заметна лучше, чем у взрослых. Окраска взрослых рыб однотонная, черноватая. У молодых особей на боках по 5 темных продольных полосок. Встречается на мелководье среди подводных скал и растительности. Питается донными беспозвоночными. Средняя длина тела 16—18 см, максимальная 36. Обитают в северо-западной части Тихого океана: в Японском море от Хоккайдо до островов Рюкю. Известен также из Восточно-Китайского и Южно-Китайского морей. Безвредна для человека и является объектом коммерческого разведения в Японии.